# Войковський
Во́йковський (рос. Войковский) — селище у складі Сорочинського міського округу Оренбурзької області, Росія.

## Населення
Населення — 712 осіб (2010; 858 у 2002).
Національний склад (станом на 2002 рік):
- росіяни — 89 %